# Cyprinodontiformes
Cyprinodontiformes je red zrakasto perajne ribe, koja se sastoji uglavnom od malih, slatkovodnih riba. Uključene su mnoge popularne akvarijumske ribe, kao što su morske i živonosne ribe. Usko su povezani sa Atheriniformes i povremeno su uključeni u njih. Kolokvijalni naziv za red u celini je šarani zubci, iako oni zapravo nisu bliski srodnici pravih šarana – ovi potonji pripadaju nadredu Ostariophysi, dok su zubci Acanthopterygii.

## Sistematika
Cyprinodontiformes
- Podred Aplocheiloidei
  - Familija Aplocheilidae
  - Familija Nothobranchiidae
  - Familija Rivulidae
- Podred Cyprinodontoidei
  - Nadfamilija Funduloidea
    - Familija Profundulidae
    - Familija Goodeidae
    - Familija Fundulidae

  - Nadfamilija Valencioidea
    - Familija Valenciidae

  - Nadfamilija Cyprinodontoidea 
    - Familija Cyprinodontidae

  - Nadfamilija Poecilioidea
    - Familija Anablepidae
    - Familija Poeciliidae

Porodica Aplocheilidae je proširena od strane nekih autoriteta tako da uključuje sve morske ribe sa tri potfamilije, Aplocheilinae, Cynolebiinae i Nothobranchiinae, ali ovo nije klasifikacija usvojena u 5. izdanju Riba sveta.